# 韓國組織暴力團
組織暴力團（韓語：조직 폭력배），簡稱組暴（조폭），是韓國對黑社會暴力組織的稱呼。
依據韓國警方於2007年10月公佈，目前在韓國活動的組織暴力團多達471個派，暴力輩（幫派成員）有1萬1476人。
其中有167個派被列為特別管理對象。
此外，根據資料顯示暴力輩人數在5年間增加了17.8%、組織增加6.7%。釜山的暴力輩人數最多有1833人。
全國規模較大型的組織暴力團幾乎都在京畿道活動，尤其以平澤、安城一帶為地盤，
在2001年創立的“清河蔚生派”（청하위생파；日文「庁下衛生派」）為當前全韓國境內最大的組織暴力團，
該組織暴力輩有76名；另外，分別在京畿水原活動的南門派（남문파）及京畿活動的逆轉派（역전파），兩個組織的暴力輩人數都達70人以上。

## 簡介
韓國的組織暴力團發展大致分為5個時期；分別為最早的「萌芽時期」，組織暴力團隨著工商的興起而開始發展，此時，大多靠拳頭慢慢建立起權勢。
1910年代，日本统治时期至韓國光復後的1950年代這段時期為「浪漫派暴力時期」，這個時期的農村浪人逐漸移往城市發展而聚集起來。當時，京城（今首爾）被分為以韓國人為主的鍾路商圈及以日本人為主的明洞商圈；在明洞商圈勢力最大的知名親分老大為“林組長”（在日韓國人、本名「鮮于永彬」）他追隨著日本名人頭山滿來到韓國發展，並掌控韓國明洞當地的高級居酒屋市場；另一方面，鍾路商圈的高羲敬（旧马贼），他掌握了鍾路商圈遊興街（同日本繁華街）的地盤，在當代被視為朝鮮最高的頭目，與同在鍾路商圈發展的嚴東旭（新马贼）、綽號"番人"的金斗漢（其父親為韓國抗日名將金佐鎮），以上3者，構成當時朝鮮的3大勢力版圖。直到1934年，18歲的金斗漢，先後打敗了嚴東旭及高熙慶一統韓國人的勢力，與“林組長”形成日、韓兩股代表勢力相對抗的版圖。在一次金斗漢襲擊日本黑幫林組的"東洋貿易"，讓他成為家戶逾曉的人物，日後他被視為是韓國俠道的抗日英雄。
1950年代的自由黨政權時代（李承晚創立），組暴份子與政治勾結共生，為「政治黑道人物共生時期」；這個時期的政治人物結合組織暴力團的力量以鞏固政權。1950年代朝鮮獨立後，金斗漢接收日本黑幫“林組”撤出的地盤成為當時勢力最大的大頭目。由於韓國獨立不久，警備勢力薄弱，為了維護治安因此假借了金斗漢的力量，也因為這樣的理由，奠定了金斗漢日後參政的根基。在1953年金斗漢決議退出江湖後，便以東大門商人工會理事長的身分參與政治活動，身為右翼政治家的他，組織了反共青年團，並分別當選兩屆國會議員；但是，該政團在516軍事政變事件後消失無蹤。這時期，除了金斗漢這個時代人物之外；李聖淳他被視為是繼承金斗漢勢力的兩大頭目其中一人，綽號「山貓」；另一名則是韓國相撲界名人李丁載，他的另一個身分是勢力範圍在東大門一帶的大頭目，他在當時的李承晚總統的庇護下，作為政治黑道人物暗中活動，他被政客利用來維持政權，同時也操控他以暴力手段壓制反對勢力（1960年4月18日的高麗大學生襲擊事件等）；李丁載也藉由這一股政治力，消滅了繼承金斗漢勢力的另名大頭目，這就是此時代典型的黑白共生現象。

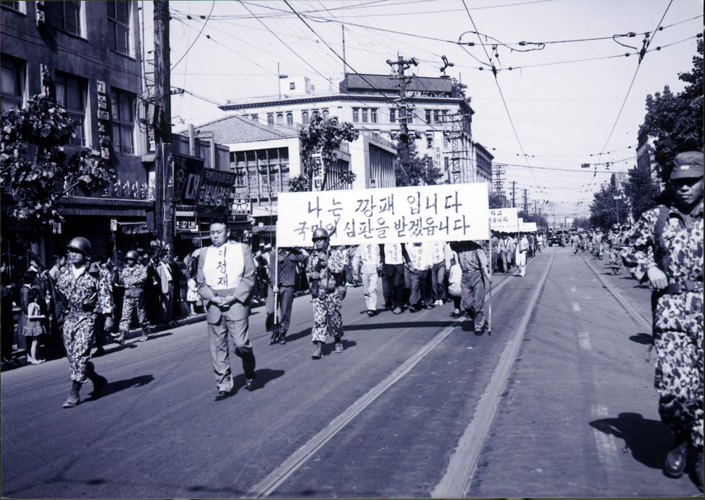
1961年，李丁载被参与政变五一六政變的陆军空输部队游街示众

1961年的516軍事政變事件過後的1970年代，組織暴力團彼此間的鬥爭激化，為「全國區暴力時期」。這時期的重要人物為金泰村，他在1977年的“下剋上事件”讓他一舉成名。另外、在仁川新松都賓館事件後，韓國主要組織暴力團發展出3股大型勢力版圖，分別為金泰村領導的西方派（서방파）、李東載為首的光州OB派（OB파）以及楊恩邑派（양은이파）。其他區域性知名組織則有釜山的七星派（칠성파；頭目：李康桓）、大田的裕泰派 (옥태파)、大邱的東城路派（동성로파）、水原派（수원파）、配車場派（배차장파）等。此時期也是"刀械"正式用於幫派在街頭鬥爭中的工具,使得組織的鬥爭開始變得較以往殘忍。
1990年代後、現代的「企業型暴力時期」。現代的組織暴力團自身也慢慢產生許多的變化，從過去“簡單勒索型”組織逐漸轉化為“權力介入型”組織，一些“親分大哥”搖身一變成為企業家。他們把從組織暴力團賺來的錢大量投入正當行業的房地產、建築服務業或教育文化等行業。

## 組織
|  |  |  |  |          |          |          |          |                       |                       |                       |                       |                       |                       |                       |                       | 大頭目 （두목） （親分老大；會長） | 大頭目 （두목） （親分老大；會長） | 大頭目 （두목） （親分老大；會長） | 大頭目 （두목） （親分老大；會長） | 大頭目 （두목） （親分老大；會長） | 大頭目 （두목） （親分老大；會長） |                       |                       |                                      |                                      | 顧問 （고문）                        | 顧問 （고문）                        | 顧問 （고문）                        | 顧問 （고문）                        | 顧問 （고문） | 顧問 （고문） |          |          |  |  |  |  |  |  |  |  |  |  |  |  |  |  |  |  |  |  |  |  |
|  |  |  |  |          |          |          |          |                       |                       |                       |                       |                       |                       |                       |                       | 大頭目 （두목） （親分老大；會長） | 大頭目 （두목） （親分老大；會長） | 大頭目 （두목） （親分老大；會長） | 大頭目 （두목） （親分老大；會長） | 大頭目 （두목） （親分老大；會長） | 大頭目 （두목） （親分老大；會長） |                       |                       |                                      |                                      | 顧問 （고문）                        | 顧問 （고문）                        | 顧問 （고문）                        | 顧問 （고문）                        | 顧問 （고문） | 顧問 （고문） |          |          |  |  |  |  |  |  |  |  |  |  |  |  |  |  |  |  |  |  |  |  |
|  |  |  |  |          |          |          |          |                       |                       |                       |                       |                       |                       |                       |                       |                                    |                                    |                                    |                                    |                                    |                                    |                       |                       |                                      |                                      |                                      |                                      |                                      |                                      |               |               |          |          |  |  |  |  |  |  |  |  |  |  |  |  |  |  |  |  |  |  |  |  |
|  |  |  |  |          |          |          |          |                       |                       |                       |                       |                       |                       |                       |                       | 二頭目 （부두목） （社長）         |                                    |                                    |                                    |                                    |                                    |                       |                       |                                      |                                      |                                      |                                      |                                      |                                      |               |               |          |          |  |  |  |  |  |  |  |  |  |  |  |  |  |  |  |  |  |  |  |  |
|  |  |  |  |          |          |          |          |                       |                       |                       |                       |                       |                       |                       |                       |                                    |                                    |                                    |                                    |                                    |                                    |                       |                       |                                      |                                      |                                      |                                      |                                      |                                      |               |               |          |          |  |  |  |  |  |  |  |  |  |  |  |  |  |  |  |  |  |  |  |  |
|  |  |  |  |          |          |          |          |                       |                       |                       |                       |                       |                       |                       |                       |                                    |                                    |                                    |                                    |                                    |                                    |                       |                       |                                      |                                      |                                      |                                      |                                      |                                      |               |               |          |          |  |  |  |  |  |  |  |  |  |  |  |  |  |  |  |  |  |  |  |  |
|  |  |  |  |          |          |          |          | 行動隊長 （행동대장） | 行動隊長 （행동대장） | 行動隊長 （행동대장） | 行動隊長 （행동대장） | 行動隊長 （행동대장） | 行動隊長 （행동대장） |                       |                       |                                    |                                    |                                    |                                    |                                    |                                    |                       |                       | 行動隊長 （행동대장） （以上幹部級） | 行動隊長 （행동대장） （以上幹部級） | 行動隊長 （행동대장） （以上幹部級） | 行動隊長 （행동대장） （以上幹部級） | 行動隊長 （행동대장） （以上幹部級） | 行動隊長 （행동대장） （以上幹部級） |               |               |          |          |  |  |  |  |  |  |  |  |  |  |  |  |  |  |  |  |  |  |  |  |
|  |  |  |  |          |          |          |          | 行動隊長 （행동대장） | 行動隊長 （행동대장） | 行動隊長 （행동대장） | 行動隊長 （행동대장） | 行動隊長 （행동대장） | 行動隊長 （행동대장） |                       |                       |                                    |                                    |                                    |                                    |                                    |                                    |                       |                       | 行動隊長 （행동대장） （以上幹部級） | 行動隊長 （행동대장） （以上幹部級） | 行動隊長 （행동대장） （以上幹部級） | 行動隊長 （행동대장） （以上幹部級） | 行動隊長 （행동대장） （以上幹部級） | 行動隊長 （행동대장） （以上幹部級） |               |               |          |          |  |  |  |  |  |  |  |  |  |  |  |  |  |  |  |  |  |  |  |  |
|  |  |  |  |          |          |          |          |                       |                       |                       |                       |                       |                       |                       |                       |                                    |                                    |                                    |                                    |                                    |                                    |                       |                       |                                      |                                      |                                      |                                      |                                      |                                      |               |               |          |          |  |  |  |  |  |  |  |  |  |  |  |  |  |  |  |  |  |  |  |  |
|  |  |  |  | 行動隊員 | 行動隊員 | 行動隊員 | 行動隊員 | 行動隊員              | 行動隊員              |                       |                       | 行動隊員 （행동대원） | 行動隊員 （행동대원） | 行動隊員 （행동대원） | 行動隊員 （행동대원） | 行動隊員 （행동대원）              | 行動隊員 （행동대원）              |                                    |                                    | 行動隊員 （행동대원）              | 行動隊員 （행동대원）              | 行動隊員 （행동대원） | 行動隊員 （행동대원） | 行動隊員 （행동대원）                | 行動隊員 （행동대원）                |                                      |                                      | 行動隊員                             | 行動隊員                             | 行動隊員      | 行動隊員      | 行動隊員 | 行動隊員 |  |  |  |  |  |  |  |  |  |  |  |  |  |  |  |  |  |  |  |  |

## 組織暴力團的現況
韓國警察廳提交的《2007年管理對象暴力組織現狀》報告。組暴分佈圖
日文2007/5版 （页面存档备份，存于）（「派」日文譯為「組」）
| 行政區 | 組織數  | 成員數 | 組織名稱（正式成員數） |
| ------ | ------- | ------ | --- |
| 首爾   | 105個派 | 1400名 | 南部洞派（62人）、中央洞派（38人）、連合新村派（60人）等                                                                  |
| 仁川   | 28個派  | 517名  | 富平新村派（48人）、主眼派（28人）等                                                                                      |
| 蔚山   | 8個派   | 282名  | (新)新站前派（63人）、新木工派（33人）、新站前派（28人）等                                                                |
| 釜山   | 101個派 | 1833名 | ・七星派（58人）、20世紀派（26人）、零度派（33人）、猶太派（40人）、臺灣三光派（68人）等                                  |
| 京畿道 | 59個派  | 1820名 | 清河蔚笙派（76人、日文譯）、水原南門派（75人）、逆轉派（70人）、北門派（67人）、國際黑手黨派（60人）、原住民派（58人） 等 |
| 江原道 | 15個派  | 293名  | 連邦派（44人）、新鐘路企画派（36人）等                                                                                    |
| 忠清北 | 10個派  | 636名  | 火星派（69人）、樂園溫泉派（37人）、 施羅蘇禰派（34人、頭目：李星順） 等                                                  |
| 忠清南 | 26個派  | 522名  | 新運動場派（56人）、松岳派（54人）、太陽會派（50人） 等                                                                   |
| 慶尚北 | 43個派  | 1064名 | 大明派 （59人）、合併派（52人）、三叉路派（39人） 等。大邱地區・東城路派（68人）、鄉村洞派（67人）、東歐連合派（29人） 等 |
| 慶尚南 | 24個派  | 430名  | 皇帝派（38人）、迎春派（36人）、神通派（34人） 等                                                                         |
| 全羅北 | 16個派  | 953名  | 白鶴官派（54人）、世界盃派-運動場派（45人）、配車場派-夜間派（35人）等                                                    |
| 全羅南 | 33個派  | 1542名 | 國際PJ派（58人）、OB派（50人）、無等山派（53人）等                                                                        |
| 濟州   | 3個派   | 184名  | 遺託派（53人）、山地派（46人）、地閥派（땅벌파、39人） 等                                                                 |

- 在過去70年-90年代被列為韓國10大組織暴力團（10대 폭력조직）的組織

- - 西方派（서방파）
  - 閃電派（번개파）
  - 楊恩邑派（양은이파）
  - OB派（OB파）
  - 零度派（영도파）
  - 七星派（칠성파）
  - 木浦派（목포파）
  - 群山派（군산파）
  - 配車場派（배차장파）
  - 全周派（전주파）

- 釜山組暴、釜山6大組織暴力團變遷史

- - 1957年在釜山創立的七星派（칠성파；頭目：李康桓）
  - 1988年由七星派分裂出零度派（영도파）及新七星派（신칠성파）；另一方面，也發展出"反七星派"的猶太派（유태파）以及在中區富平洞成立的20世紀派（20세기파；頭目：鄭宗植）
  - 1999年20世紀派分裂出再建20世紀派（재건20세기파）

## 文艺作品
- 《犯罪都市》
- 《犯罪都市3》
- 《野人时代》
- 《与犯罪的战争：坏家伙的全盛时代（英语：Nameless Gangster: Rules of the Time）》

## 外部連結
- Man’s gambling ties go far back （页面存档备份，存于）
- citypaper.net
- http://kellogg.nd.edu/events/calendar/feb09/Lee.pdf （页面存档备份，存于）
- https://web.archive.org/web/20071028161413/http://news.ncmonline.com/news/view_article.html?article_id=910aafffcf7ec967ae92c5411382b9f8
- Extortion Case Explores Rifts in Korean Enclave in Queens[永久]
- Organized Crime In California- Annual Report To The California Legislature 2004
- Organized Crime In California- Annual Report To The California Legislature 1996 （页面存档备份，存于）
- Anxiety builds as crime increases in Koreatown[]
- Asian Organized Crime Groups – State of New Jersey Commission of Investigation 1989 Report （页面存档备份，存于）
- Korea 'fist' genealogy and history （页面存档备份，存于）
- Five Indicted In a Robbery At a Church （页面存档备份，存于）
- Korean Gangsters Held in Extortion （页面存档备份，存于）
- 5 Men Said to Be in Korean Mob Are Charged in Waiters' Assault （页面存档备份，存于）
- MANHATTAN’S INVISIBLE KOREAN POWER （页面存档备份，存于）
- Korean Pride:Gangs And The Korean Community （页面存档备份，存于）
- The Way of the Fists （页面存档备份，存于）
- Scam, Like A Nesting Doll, Hid Even More （页面存档备份，存于）